# Richard Pipes

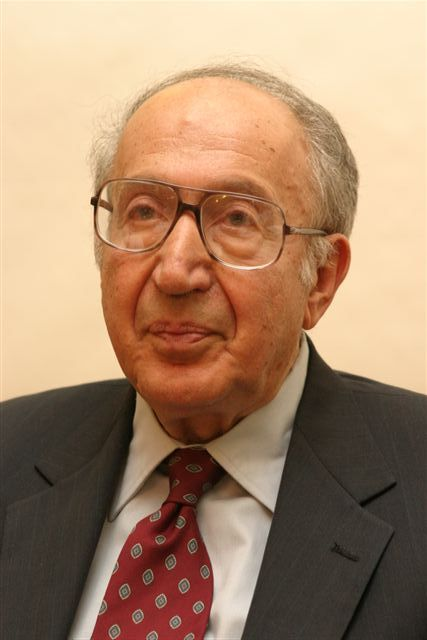
Richard Pipes (2004)

Richard Pipes (* 11. Juli 1923 in Cieszyn, Polen; † 17. Mai 2018 in Cambridge, Massachusetts) war ein US-amerikanischer Historiker, der sich auf die Geschichte Russlands und der Sowjetunion spezialisiert hatte. Während des Kalten Krieges stand er einem Gremium von externen Experten namens Team B vor, das für die CIA die strategischen Ziele und Kapazitäten der Sowjetunion  analysierte.

## Leben
Richard Pipes entstammte einer Familie assimilierter Juden. Sein Vater war Unternehmer. Seine erste Fremdsprache war Deutsch, Russisch lernte er erst in den USA. Nach dem deutschen Überfall auf Polen floh seine Familie im Oktober 1939 aus Warschau über Italien in die Vereinigten Staaten, und entging damit der deutschen Judenverfolgung, während andere Familienmitglieder Opfer des Holocaust wurden. Ein Onkel wurde 1940 in Leningrad Opfer von Stalins Terror. Dieses Grunderlebnis habe sein Leben geprägt. Pipes wurde 1943 während seines Militärdiensts im Zweiten Weltkrieg bei der USAAF eingebürgert. Im Oktober 1944 wurde Pipes in psychologischer Kriegsführung im Camp Ritchie in Maryland ausgebildet. Er erhielt seine weiterführende Bildung am Muskingum College im Bundesstaat Ohio, der Harvard University und der Cornell University.
Er heiratete 1946 Irene Eugenia Roth. Aus der Ehe gingen zwei Kinder hervor. Sein Sohn Daniel Pipes ist ein Nahostexperte und Islamkritiker.
Richard Pipes lehrte an der Harvard University von 1950 bis zu seinem Ruhestand 1996. 1965 wurde er in die American Academy of Arts and Sciences gewählt. Er war der Direktor des Zentrums für Russische Studien der Universität von 1968 bis 1973 und war Professor für Geschichte. Zwischen 1973 und 1978 diente er dem Forschungsinstitut der Stanford University als Berater. Außerdem wurde er in den 1970er Jahren für den demokratischen Senator Henry M. Jackson beratend tätig. In den Jahren 1981 und 1982 war er als Mitglied des Nationalen Sicherheitsrats Direktor für osteuropäische und sowjetische Angelegenheiten unter Präsident Ronald Reagan, ein längeres Engagement hätte ihm die Rückkehr in die Lehre in Harvard verunmöglicht. Von 1977 bis 1992 gehörte er dem Committee on the Present Danger an, einer führenden außen- und rüstungspolitischen Interessengruppe. Außerdem war Pipes langjähriges Mitglied des Council on Foreign Relations.
Pipes galt in den 1970er Jahren als Kritiker der Entspannungspolitik und war deshalb nicht unumstritten, war es ihm doch ein Anliegen, die Geschichte der Sowjets als „verbrecherisch“ aufzudecken, welche im „Staatsstreich“ von 1917 gründe. Schon 1984, noch ein Jahr vor Gorbatschow, sah er jedoch in der Sowjetunion „Kräfte des Wandels“. Nach 9/11 im Jahr 2001 äußerte er die Meinung, „weder Russland noch die meisten Länder des Nahen Ostens ließen sich demokratisieren“.

## Schriften (Auswahl)
- Rußland vor der Revolution. Staat und Gesellschaft im Zarenreich. Übersetzung von Christian Spiel. C. H. Beck, München 1977, ISBN 3-406-06720-4; dtv, München 1988, ISBN 3-423-04423-3.
- Die Russische Revolution. 1. Der Zerfall des Zarenreiches. ISBN 3-87134-020-0; 2. Die Macht der Bolschewiki. ISBN 3-87134-025-1; 3. Rußland unter dem neuen Regime, ISBN 3-87134-066-9, Rowohlt, Berlin 1992/93.
- The Degaev affair. Terror and treason in Tsarist Russia. Yale University Press, New Haven 2003, ISBN 0-300-09848-0.
- Kommunismus. Berliner Taschenbuch-Verlag, Berlin 2003, ISBN 3-442-76133-6.
- Vixi. Memoirs of a Non-belonger. Yale University Press, New Haven 2005, ISBN 978-0-300-10965-8 (Autobiographie, englisch).
- Russian conservatism and its critics. A study in political culture. Yale University Press, New Haven 2005, ISBN 978-0-300-12269-5.